# Université de la Saskatchewan

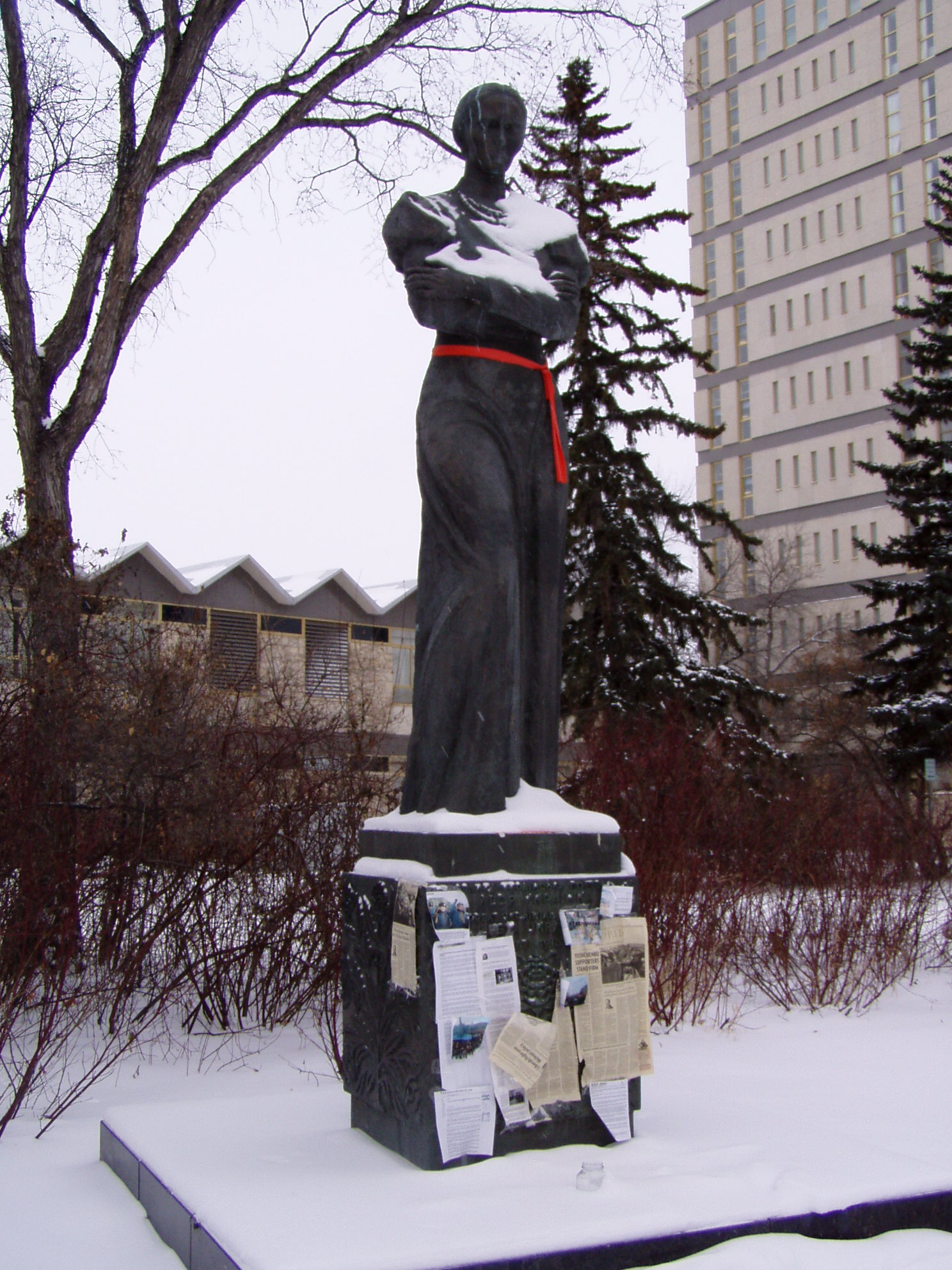
Statue de Lessia Oukraïnka sur le campus.

L'Université de la Saskatchewan (en anglais : University of Saskatchewan ou U of S) est une université mixte et publique pour la recherche située à l'est de la rivière Saskatchewan Sud à Saskatoon en Saskatchewan, au Canada. Elle fut créée le 3 avril 1907.
L'Université de la Saskatchewan est la plus grande université de la province de Saskatchewan. Elle est membre de l'association des universités et collèges du Canada et de l'association des universités du Commonwealth.
L'université possède un réacteur nucléaire de recherche.

## Campus
Le centre étudiant et le pub universitaire portent le nom de Louis Riel.

## Personnalités liées à l'université

### Professeurs
- Mary Longman

### Étudiants
- George E. Russell (étudiant en art à la Emma Lake Artist's Workshops (ateliers affiliés à l'Université de la Saskatchewan).
- Carol Lillian Richards

## Relations internationales
L'université est membre de l’Université de l'Arctique. C'est un réseau international d’universités, d’instituts de recherche et d’organisations ayant pour but de promouvoir, coordonner et soutenir la recherche ainsi que l’éducation en régions arctiques.